# Drosophila flavohirta
Drosophila flavohirta är en tvåvingeart som beskrevs av John Russell Malloch 1924.

## Taxonomi och släktskap
D, flavohirta ingår i släktet Drosophila och familjen daggflugor. D. flavohirta ingår som enda art i artundergruppen Drosophila flavohirta som är en del av artgruppen Drosophila melanogaster.

## Utbredning
Artens utbredningsområde är Australien.